# Rodanim
Die Rodaniter, seltener Dodaniter sind nach 1. Chronik 1, 7 Nachkommen Jawans, zusammen mit Kittim, Elischa und Tarsis (vgl. 1. Moses 4). Sie werden auch bei Homer erwähnt.
Robertson stellte die verschiedenen Lokalisierungen der Rodaniter folgendermaßen zusammen:

## Lokalisierung
- Danuna der Amarna-Briefe: W. Max Müller[3]
- Dorier: Winckler[4]
- Dardaner: Targum Jer., Paul Schröder[5], August Wilhelm Karl Knobel[6]
- Bewohner von Rhodos: Edward Robertson[2]
- Zypern (Kittim): Flavius Josephus, Epiphanius von Salamis, Adversus haereses 30, 25

weiterhin finden sich:
- Anwohner des Rhodanus: Samuel Bochart[7]
- Dodona: Johann David Michaelis[8].